# 奧莉加 (俄羅斯)

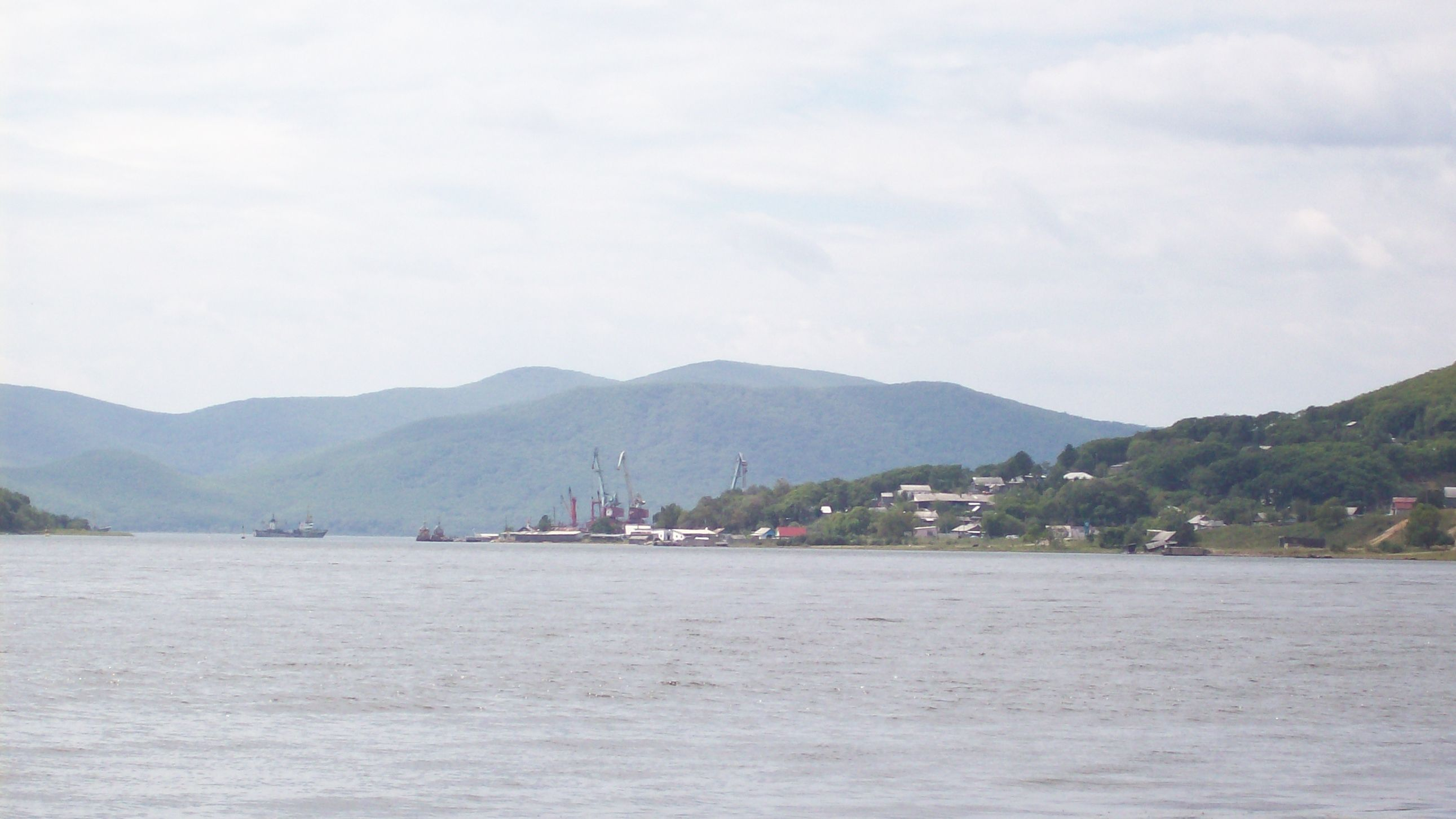
奧莉加一景

奧莉加（羅馬化：Ol'ga）是位於俄羅斯濱海邊疆區的市級鎮，地處奧莉加灣沿岸，是奥莉加区的首府。
奧莉加於渤海國統治時期時稱作「安州」、「安邊府」，1860年沙俄将此地更名為奧莉加，以紀念古羅斯國女政治家——奧莉加。